# Dearborn, Missouri
Dearborn är en ort i Platte County i delstaten Missouri, USA.